# Sébastien Le Prestre de Vauban
Sébastien Le Prestre markýz de Vauban (15. května 1633 – 30. března 1707) byl celého půlstoletí jedním z nejuznávanějších pevnostních stavitelů a představitelů tzv. francouzské inženýrské školy. Svůj život zasvětil službě králi Slunce Ludvíku XIV., který jej za jeho zásluhy jmenoval francouzským maršálem. Vaubanův význam v dějinách pevnostního stavitelství i vojenství je nesmírný a jeho osoba se řadí mezi nejvýznamnější postavy světové vojenské historie. Obecně se uvádí, že během své kariéry podél francouzských hranic vystavěl třicet tři nových pevností a na tři stovky jich zmodernizoval. Při této činnosti využil veškeré dosavadní znalosti v oboru budování fortifikací, které se díky jeho iniciativně blížily k systematicky promyšlené vědě o vojenském stavitelství. Stejně jako pevnostní výstavbu zdokonalil i dříve těžkopádné obléhací techniky, které zjednodušil natolik, že otázka pádu fortifikačního systému se začala počítat ne v řádu týdnů a měsíců, ale dní. Od vstupu do armády až do výslužby se zúčastnil celkem 48 obléhání, 140 bitev a šarvátek a byl osmkrát raněn. Avšak navzdory tomu, že významnou část života věrně sloužil francouzskému panovníkovi a požíval královy přízně, byl kritikem poměrů za jeho vlády. Na sklonku života v knize Projet d'une dixme royale (O králově desátku) navrhl obecnou desetiprocentní daň, jež by zahrnovala i šlechtu a církev, čímž upadl v nemilost jak královského dvora, tak i francouzské šlechty a duchovenstva.

## Zrození velikána
Sébastien Le Prestre de Vauban se narodil 15. května 1633 v Saint–Léger–de–Faucheret (později na počest slavného rodáka přejmenovaného na Saint–Léger–Vauban) nedaleko Vézelay v Burgundsku v rodině nižší a ne příliš zámožné šlechty. Jeho otcem byl Urbain de Prestre a matkou Aimée de Cormignolles. Mládí strávil na venkově ve svém rodišti. Zde se mu dostalo dobrého vzdělání zásluhou abbého de Fontaine, který v něm mimo jiné rozvíjel talent v exaktních vědách matematice a geometrii. Při svém studiu také pronikl do základů teorie stavitelství a seznámil se s díly některých klasiků z tohoto oboru. Od deseti let dále studoval v karmelitánské církevní škole, která spíš prohloubila jeho humanitní znalosti. Po dokončení vzdělání se kvůli majetkovým poměrům rozhodl pro kariéru profesionálního vojáka. Na doporučení svého strýce byl v roce 1651 (v 18 letech) přijat jako kadet k pěšímu pluku bourbonského prince Ludvíka II. de Condé. Vstupem do princova povstaleckého vojska se současně stal i přímým účastníkem občanské války známé pod názvem Fronda (1648–1653). Jelikož povstalci uzavřeli tajnou smlouvu o podpoře se Španělskem, které bylo s Francií od roku 1635 ve válce, probíhaly boje většinou na pohraničí Alsaska–Lotrinska a Španělského Nizozemí. Během prvního roku činnosti v armádě byl de Vaubanovi, pro jeho příkladné chování a projevené znalosti z oboru pevnostních systémů, nabídnut důstojnický patent, ale ten, opět kvůli tísnivé finanční situaci, musel odmítnout. Následně vstoupil do řad kavalerie, avšak i jako příslušník jízdy byl nadále pověřován inženýrskými úkoly. V roce 1653 byl při obléhání Sainte–Ménehould raněn a zajat královskými jednotkami. V zajetí, ve kterém mu hrozila i poprava, mu kardinál Mazarin nabídl možnost vstupu do královské armády, kterou vděčně přijal.

## Ve službách krále Slunce

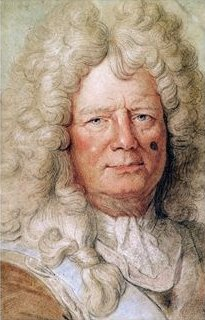
Hyacinthe Rigaud: Sébastien Le Prestre de Vauban. Na portrétu je velmi dobře patrná jizva na levé líci po zranění, které utrpěl při obléhání města Douai

Do služby v královské armádě byl de Vauban přijat opět k burgundskému pěšímu pluku, ovšem tentokrát v hodnosti poručíka. Ke konci roku 1653 se vrátil do víru občanské války jako pobočník tehdy nejvýznamnějšího francouzského fortifikačního odborníka rytíře Louise Nicolase de Clerville. Společně se účastnili opětovného obléhání španělské posádky pevnosti Sainte–Ménehould, při kterém de Vauban znovu utrpěl zranění. Po ukončení obléhání, ve svých 22 letech, velel ženistům, kteří byli pověřeni opravami dobyté pevnosti. Posléze se s rytířem de Clerville účastnil obléhání města Stenay, při němž byl zraněn střelou z muškety. 3. května 1655 byl za své zásluhy jmenován královským inženýrem. V témže roce se účastnil obléhání pevností Landrecies, Condé–seur–ľEscaut a Saint Ghislain. Za příkladné plnění svých povinností i při těchto vojenských operacích byl kardinálem Mazarinem povýšen do hodnosti kapitána. Počtvrté byl raněn v roce 1657 při obléhání pevnosti Montmédy. Od 30. července do 21. září 1658 byl pověřen samostatným řízením veškerých obléhacích prací pevností Gravelines, Oudenaarde a Ypry. Po podepsání francouzsko–španělského míru v roce 1659 se v letech 1661–1662 věnoval likvidaci opevnění města Nancy. Následně byl se svou jednotkou převelen do Pikardie. V tomto mírovém období se 25. března 1660 oženil se svou sestřenicí Jeanne d'Aulnay. Mezi lety 1644–1666 byl pověřen opevňováním města Breisach.
V roce 1667, po vypuknutí tzv. devoluční války, velel pod dohledem krále obléhání pevností Douai, Tournai a Lille. Při obléhání města Douai byl raněn do tváře. Toto zranění bylo příčinou tmavé jizvy na levé líci. Při obléhání Lille byl králem povýšen do hodnosti poručíka gardy (tato hodnost se rovnala hodnosti plukovníka v řádných jednotkách) a po pádu pevnosti byl pověřen výstavbou její citadely. Roku 1688 se stal městským guvernérem. Práci na citadele a městském opevnění se věnoval další tři roky, přičemž se podílel na opravách i jiných Francouzi dobytých měst.
Při další válce s Holandskem a jeho spojenci, která vypukla v roce 1672 a skončila v roce 1678, velel gardový poručík de Vauban v roce 1672 obléhání pevností Orsoy a Duisburg, v roce 1673 Maastrichtu a v roce 1674 obléhání Besançonu a Dôle. 30. srpna téhož roku byl povýšen do hodnosti brigádního generála. Dále úspěšně završil obléhání pevností Dinant, Huy a Limbourg. O rok později mu podlehly Condé–seur–ľEscaut, Bouchain a Aire–sur–la–Lys. U této pevnosti byl opět raněn, tentokrát na ruce. Zranění mu vyneslo hodnost generálmajora. V roce 1677 obléhal pevnosti Valenciennes, Cambrai a Saint Guillain. Po smrti rytíře de Clerville se dne 4. srpna 1678 stal generálním komisařem pevností (Commissaire général des Fortifications). V tomto roce se ještě zmocnil Gentu a Yper. V průběhu války vypracoval pro Ludvíka XIV. zprávu (Mémoire des places frontiéres de Flandre qu’il faudrait fortifier pour la surete de l’obéissance du roi), ve které navrhoval novou koncepci obrany severních hranic Francie, která spočívala ve výstavbě nových a zdokonalení některých starých pevností, které by stály ve dvou liniích (tzv. pré carré) po třinácti. První linie se měla táhnout od Dunkerque k Dinantu a měla být navíc posílena dvěma bastionovými fortnami (úsek obranného pásma mezi špicemi bastionů), druhá od Gravelines k Meziéres. Tuto koncepci po konci války a změně hranic v důsledku nijmegenského míru ještě rozšířil návrhem (Mémoire sur les places de la nouvelle frontiére) výstavby pevností na hranicích Francie a Španělska v oblasti Franche-Comté, Provence a Roussillonu. Oba ambiciózní projekty francouzský král schválil a Vauban začal s jejich realizací v roce 1680.

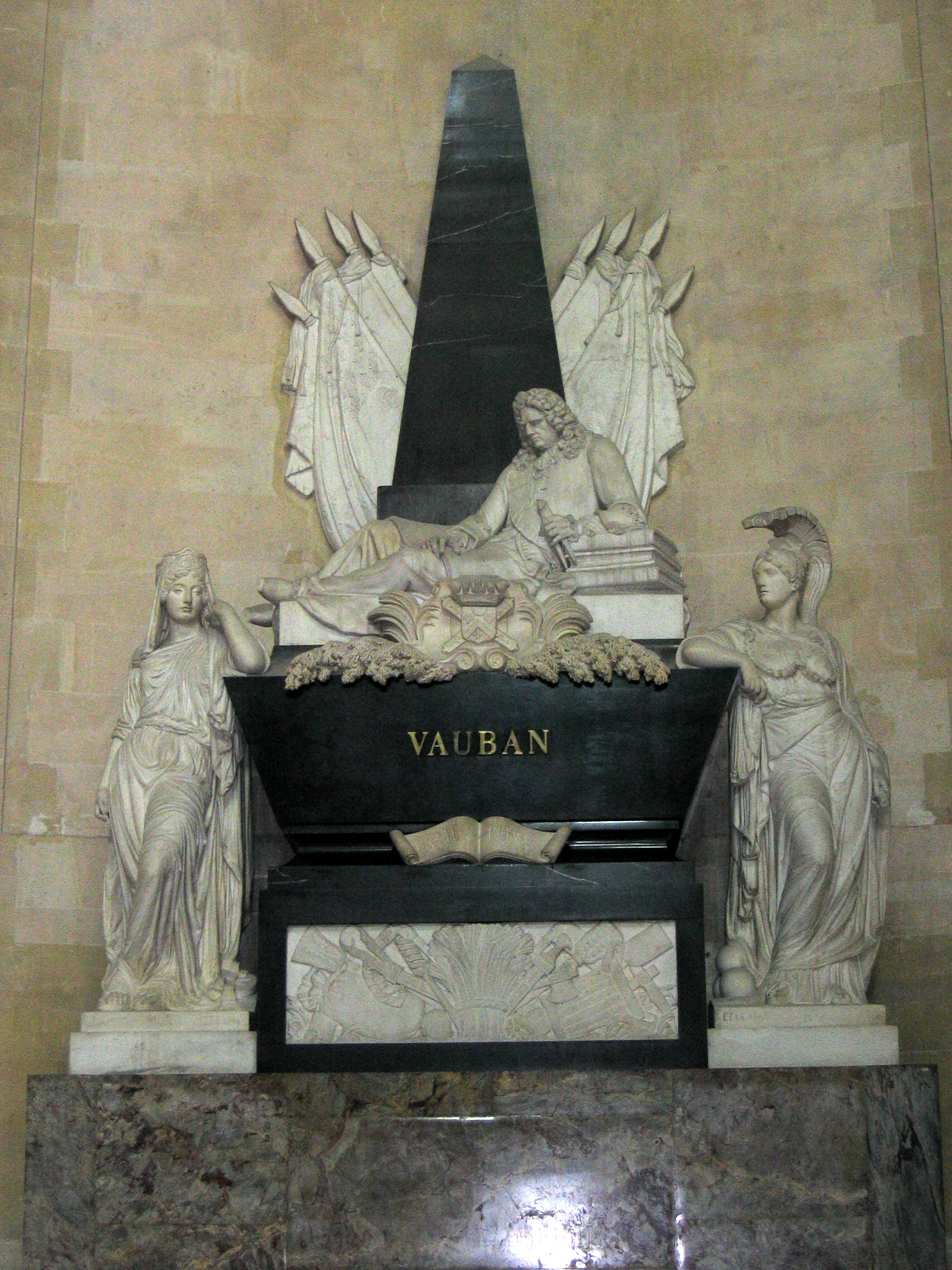
Vaubanův pomník v pařížské invalidovně

Při dalším válečném konfliktu, tzv. válce reunií (1683–1684), velel generálmajor Vauban obléhání pevnosti Courtroi a města Lucemburku. Po uzavření míru se opět velmi činorodě věnoval přestavbě i budování nových opevnění a výstavbě nových civilních objektů. Na počátku války s Augšpurgskou ligou (1688–1697), byl dne 24. srpna 1688 před útokem na pevnost Philippsburg povýšen do hodnosti generálporučíka. Do konce roku ještě stačil dobýt Mannheim a Frankenthal. Následně prováděl inspekci v dolních Flandrech, přičemž onemocněl malárií a byl nucen odjet na léčení. Na bojiště se vrátil až v roce 1691 a záhy po svém návratu se zmocnil pevnosti Mons. V roce 1692 velel obléhání pevnosti Namur, kde změřil své síly s holandským inženýrem Menno van Coehoornem, který byl ve své době stejně uznávaným odborníkem v oboru vojenského stavitelství jako jeho francouzský současník a pevnost vybudoval. Po jejím pádu se Vauban celé tři roky intenzivně věnoval přestavbě namurských fortifikací, přesto bylo město spojenci, v čele s Coehoornem, v roce 1695 dobyto zpět. Do konce války stačil markýz de Vauban ještě úspěšně završit obléhání pevností Charleroi a Ath. Po skončení konfliktu, zahájil v roce 1699 stavbu svého vrcholného díla, pevnosti Neuf–Brisach.
Do výčtu válek, kterých se markýz de Vauban zúčastnil, patří i Války o dědictví španělské (1701–1714). V jejich průběhu byl 14. ledna 1703 povýšen do hodnosti maršála Francie. V tomto roce ještě řídil poslední obléhání ve svém životě, a to pevnosti Breisach. 2. února 1705 z něj král učinil rytíře řádu svatého Ducha, načež 18. června, kvůli pokročilému věku, odešel do výslužby. Zemřel 30. března 1707 ve svém domě v Paříži, v ulici St. Vincent (dnešní ulice sv. Rocha), na zápal plic. De Vaubanovy ostatky byly převezeny do jeho zámku v Bazoches–du–Morvan, který získal roku 1675 díky subvencím Ludvíka XIV. Pochován byl na svém panství, ale za Velké francouzské revoluce byly jeho ostatky při řádění lůzy vysypány z olověné rakve, která byla použita na výrobu střeliva, a zachovala se pouze schránka s de Vaubanovým srdcem, která byla uložena v kostele svatého Hillaire. Odtud ji nechal Napoleon v roce 1804 převést do Paříže a 26. května 1808 slavnostně uložit v alabastrovém osáriu pod kupoli invalidovny.

Jeden z Vaubanových současníků o něm ve svých pamětech napsal:
…byl nepatrný burgundský šlechtic, ale snad nejpoctivější a nejctnostnější člověk svého století, a těšil se pověsti nejlepšího odborníka v umění obléhacím a opevňovacím a přitom byl prostý, opravdový a skromný. Byl to člověk prostřední postavy, dosti zavalitý a výrazu silně válečnického, ale současně venkovského a obhroublého, ne-li přímo surového a sveřepého zevnějšku. Byl však na hony vzdálen těchto vlastností. Nebylo člověka mírnějšího, soucitnějšího, úslužnějšího a přitom uctivého, ač postrádal uhlazenosti. Co nejúzkostlivěji šetřil životy lidí a vyznačoval se mužností, jež sobě všechno odpírala a rozdával vše jiným. Je nepochopitelné, že člověk tak přímý a otevřený, neschopný se propůjčit k čemukoliv nesprávnému nebo špatnému, si mohl do takové míry získat přátelství a důvěru pana de Louvois a krále. 
Louis de Rouvroy, vévoda de Saint-Simon, 200

## Činnost v oboru architektury
Do vojenské architektury markýz de Vauban mnoho nových prvků nepřinesl. Jeho inženýrská činnost vycházela z jednoduchých a elegantních zásad, které převzal od dalšího francouzského inženýra, Blaise Emilla Françoise de Pagana, hraběte de Mervilles (1604–1665). Přesto, pokud šlo o přizpůsobení pevnostního systému složitostem reliéfu terénu, nikdo Vaubana nepředčil a jeho převratné koncepce přetrvaly až do počátků 19. století. V některých ohledech však byl překonán svým následníkem, francouzským inženýrem Louisem de Cormontaigne (1695–1752), jenž hradební soustavy Vaubanovy koncepce v různých aspektech vylepšil a pro inspiraci mnohých pevnostních stavitelů se stal nejoblíbenějším vojenským architektem.
Pozdějšími pevnostními teoretiky byla de Vaubanova práce rozdělena na tři používané systémy, které se od sebe odlišují použitím prvků, rozměrů i tvarů. Do roku 1687 uplatňoval nejčastěji svůj první systém. Ten se vyznačoval poměrně velkou podobností prvků s novoitalskou inženýrskou školou, především s jejími ostroúhlými bastiony, s boky chráněnými orillony. Druhý systém, který začal uplatňovat od roku 1682, se vyznačoval mnohem větší komplikovaností a byl obohacen četnějšími vnějšími prvky. Zde se snažil odstranit chyby z prvního systému a inovovat svůj dosavadní stavební styl. Třetí systém, kterým zdokonalil nedostatky systému druhého, uplatnil pouze na sklonku svého života při stavbě pevnosti Neuf-Brisach.

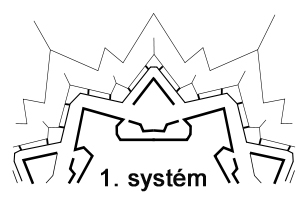
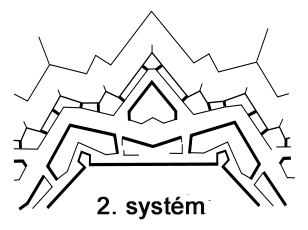
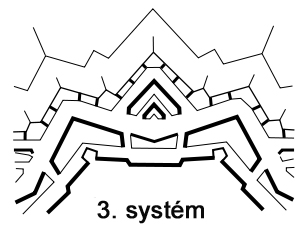

Pro markýze Vaubana byla ideálním tvarem pevnosti osmicípá hvězda o průměru asi 900 metrů. Kurtiny, které spojovaly bastiony, probíhaly po zdánlivě rovných liniích, které však z každé strany trochu ustupovaly, aby mohly být kryty boční palbou z okolních přestupujících dvou třetin. Ty byly pro změnu kryty střelbou z bastionů.

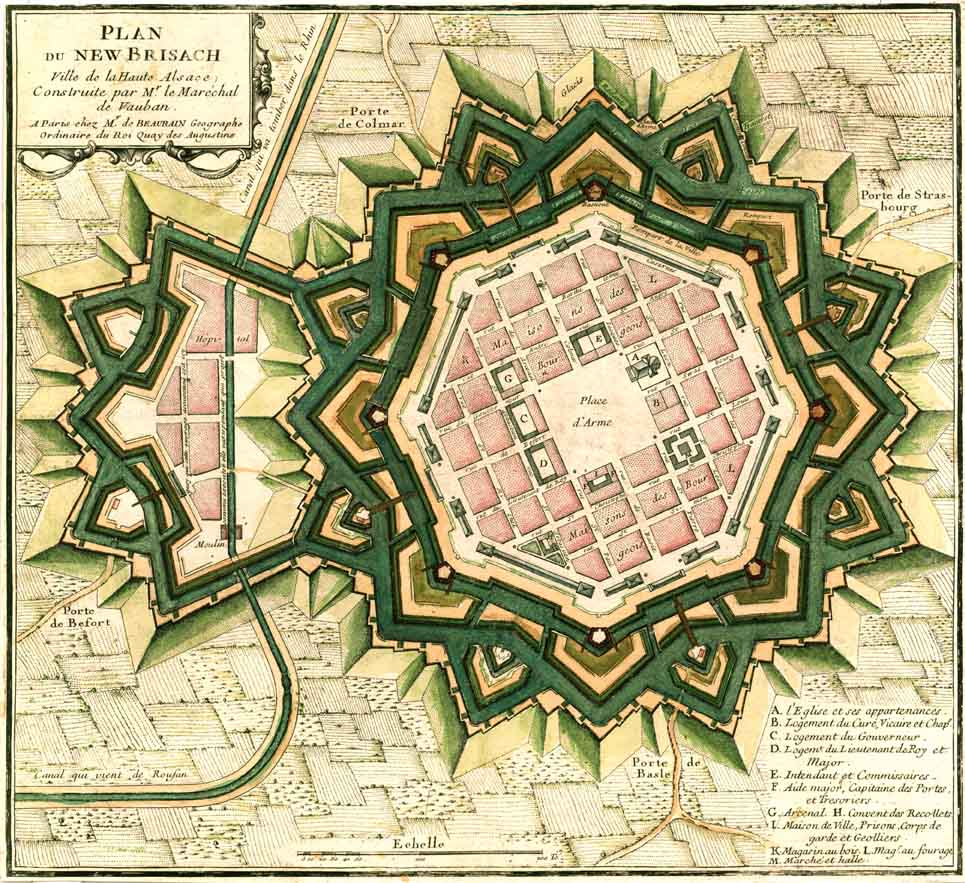
Plán městského opevnění v Neuf-Brisachu, které se dodnes považuje za Vaubanovo mistrovské dílo. Opevnění bylo dokončeno teprve rok po maršálově smrti

Pokud to bylo možné, projektoval Vauban čtyři brány, za vhodných okolností podle světových stran. Cesty ke středu opevnění změnily mezi jednotlivými prvky opevnění několikrát směr tak, aby zmátly postup útočníků. Schéma pevnosti umožňovalo palbu do stran či do zad postupujícího nepřítele. Ostré úhly bastionů, obklopené složitým systémem příkopů a valů, umožňovaly dělostřelcům vytvořit překrývající se palebné vějíře kryjící celý obvod předpolí pevnosti tak, že děla obléhatelů musela zůstat ve značné vzdálenosti a nemohla poškodit vnitřek pevnosti. Podle druhého a třetího systému budoval bastiony jako předsunuté samostatné objekty, umístěné před pevnostní okruh, od kterého je odděloval příkop. Další převratnou novinkou byl fakt, že Vaubanovy pevnosti jen minimálně vyčnívaly nad terén. Zajímavostí je, že v dobách míru se Vauban věnoval přestavbě vlastních fortifikací, aby zajistil, že proti němu nebude použita jeho vlastní obléhací taktika.
Mezi ne mnoha vlastními inovacemi, se Vauban stal tvůrcem nového stavebního prvku nazývaného tenaiile (kleště). Obecně představovaly krátký front mezi kurtinou a flankami s kurtinou a polobaštami. Byla to dvě ramena nižší hradby, svírající spolu tupý úhel tak, aby se mohla navzájem palebně krýt a zároveň kryla kurtinu před přímým dělostřeleckým odstřelováním.
Markýz de Vauban se však věnoval i inženýrské činnosti v civilní sféře. Mezi jeho projekty kupříkladu patří kostel svatého Hillaire, kde byla uložena schránka s jeho srdcem, vybudovaný v roce 1668. Dále se věnoval výstavbě akvaduktů a kanálů – mimo jiné v roce 1687 řídil práce na vodním kanále v Languedocu. Je také autorem systém zavlažování zahrad kolem zámku ve Versailles.

## Odkaz ve vojenství

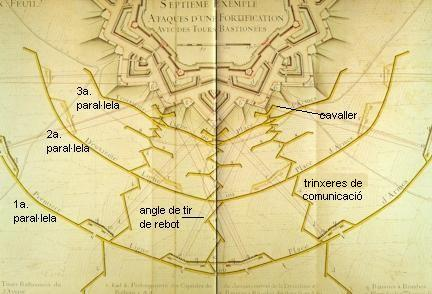
Vaubanova systematická metoda dobývání pevností pomocí sap a paralel

V oblasti ofenzivního způsobu boje, co do způsobu překonávání hradebních systémů, byl ve své době Vauban nepřekonatelným inovátorem. Stal se autorem tzv. pravidelného obléhání, které poprvé využil při dobývání Maastrichtu v roce 1673. Bylo rozděleno na několik etap. V první fázi jízda neprodyšně uzavřela přístupové cesty k fortifikaci. V následujícím kroku vojáci mimo dostřel děl z pevnosti vybudovali kontravalační (proti výpadu z pevnosti) nebo, podle okolností cirkumvalační (proti pomoci fortifikaci z vnější) obrannou linii. Někdy obě, vzdálené od sebe i několik stovek metrů. Vauban však obvykle nařizoval kopat jen kolik bylo nutné, jelikož sám zastával názor, že cirkumvalační linie je nedokonalým vynálezem a je mnohem lepší, když nepřítele udržuje ve vzdálenosti pozorovací armáda. Při realizaci třetí fáze obléhání, přibližování k pevnosti, zavedl Vauban dva typy zákopů. Paralely, budované radiálně v předpolí pevnosti a spojovací sapy. První paralela opisovala po celé délce pevnosti oblouk, který byl ve stejné vzdálenosti od obléhaných prvků. Sloužila jako východiště pro další akce proti pevnosti. Následně byly hloubeny ještě další dvě paralely, které navzájem klikatě propojovaly sapy. Veškeré zemní práce podporovalo dělostřelectvo, které se pomocí kanónů snažilo zneškodnit pěchotu i artilerii protivníka a zároveň pomocí moždířů metat střely za hradbu obléhané fortifikace. Hradební soustava byla nakonec prolomena pomocí podkopů a min nebo samotnou dělostřelbou zaměřenou na část opevnění. Vauban velmi názorně shrnul některé postupy pravidelného obléhání v dochovaném výpočtu předpokládaného odporu citadely v Lille:

- Až se město vzdá a vstoupí do něj nepřátelé, lze očekávat, že budou potřebovat dva dny, aby si vybudovali postavení, navršili ochranné náspy proti palbě z citadely, odvodnili zaplavenou oblast atd... – dva dny –
- Pozor, nezapočítáváme několikadenní příměří, které posádce umožní stáhnout se do citadely.
Od započetí kopání zákopu přes esplanádu do doby, kdy se nepřítel dostane na dosah kryté cesty... – pět dní –
- Přechod přes vnější příkop... – tři dny –
- Útok a vybudování pozic na shromaždištích ve špicích kryté cesty... – pět dní –
- Úplné obsazení kryté cesty... – dva dny –
- Sestup do příkopu před ravelinem a přechod přes něj... – tři dny –
- Vybudování podkopu pod ravelin, odpálení miny, vybudování pozic na špici ravelinu a zdolání vnitřní linie obrany... – pět dní –
- Sestup do hlavního příkopu a přechod přes něj (před dobytím ravelinu)... – čtyři dny –
- Vybudování podkopu pod hlavní val a odpálení prvních min... – tři dny –
- Pokračování v útoku odpálením dalších min a zaujetí pozic na bastionech... – tři dny –
- Různé nezdary a jiná zdržení... – pět dní –
- Celková délka útoku na citadelu přes esplanádu... – čtyřicet dní –

Markýz de Vauban, 300
Další inovací, kterou markýz de Vauban zavedl v oblasti obléhání, byla tzv. rikošetová palba. Jednalo se o dělostřelbu plnými kulemi, které byly vystřelovány tak, aby dopadaly těsně za hradební ochoz obléhané pevnosti a odrážením od pevných částí likvidovaly její živou sílu. Toho bylo docíleno zvýšením výškového úhlu dělové hlavně o 3–15 %, načež po každém neúspěšném pokusu dělostřelci odebrali jednu unci prachu než se dosáhlo požadovaného efektu. Tento styl střelby Vauban poprvé uplatnil v roce 1697 při obléhání pevnosti Ath.
Co se týkalo dělostřelecké přípravy jako takové, nebyl markýz de Vauban zastánce masového bombardování civilních objektů či prostor za hradbami. Jeho cílem nebylo pevnosti zničit, ale dobýt.
Markýzi de Vaubanovi se podle mnohých historiků také přisuzuje inovace při zdokonalení bodáku. Nahradil dříve používaný bodák špuntový, který se nasouval přímo do hlavně muškety, bodákem tulejovým. Ten se díky novému systému upevňoval na vnější obvod hlavně, takže vojákům nebránil ve střelbě. Avšak tento vynález je připisován i Vaubanovu francouzskému současníkovi, plukovníku Martinetovi a zřejmě neexistuje jednoznačný důkaz, že tvůrcem tulejového bodáku je právě Vauban.

## Vaubanova literární činnost

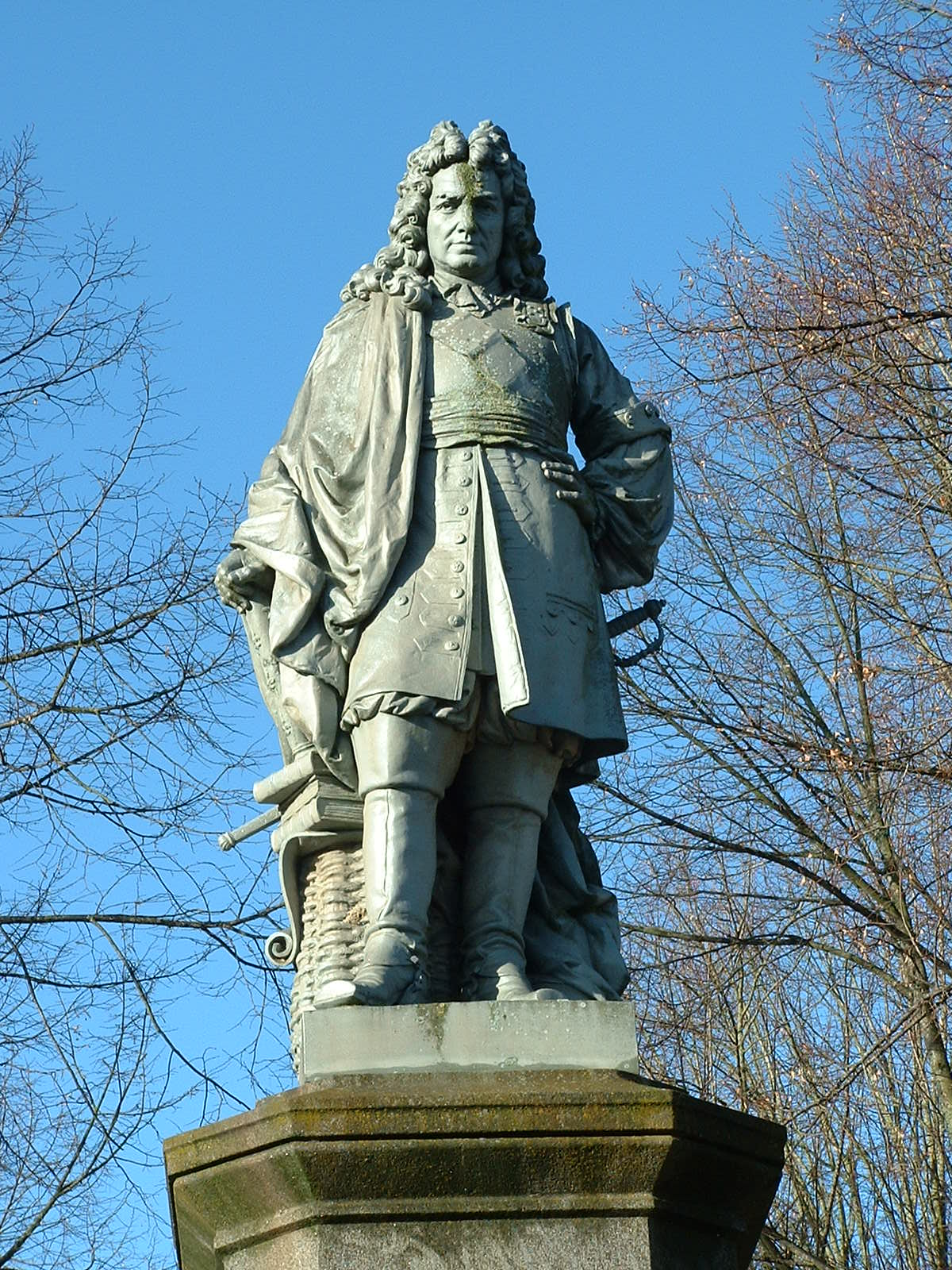
Frédéric Bartholdi: Vaubanova socha ve francouzském městě Avallon

Markýz de Vauban se bránil sepisování jakýchkoliv poznatků z oboru stavby fortifikací, jelikož zdůrazňoval, že nikdy nepostupoval šablonovitě, ale vždy podle okolností. Přesto v průběhu svého života napsal řadu prací jak o obléhání, tak o obranné strategii i budování opevnění. Celé jeho dílo bylo, kvůli utajení, v plném rozsahu a ve dvanácti svazcích vydáno pod souhrnným názvem Oisivetés de Marechal de Vauban teprve v roce 1843. Jak už bylo naznačeno výše, stal se také autorem národohospodářské práce s názvem Projet d'une dixme royale (O králově desátku). Za svého života procestoval celou Francii a na vlastní oči viděl bídu, která se projevovala nejvíce na venkově.
Všechny silnice a všechna místa jsou přeplněna hladovými a nahými žebráky. Dobře desátý díl obyvatelstva francouzského se skládá ze samých žebráků. Z ostatních devíti částí pak sotva pět může někomu poskytnout nějakou almužnu... O sůl je na venkově taková nouze, že lid nemající peněz nemůže si maso osolit. V každém hospodářství mohlo by se sice krmit nějaké prase, avšak lid ho nekrmí, poněvadž nemá soli k nasolení vepřového masa.
Markýz de Vauban, 200
V tomto spise dále kritizoval sociálně nespravedlivý daňový systém a navrhoval zrušit všechny dosavadní daně a nahradit je, kromě některých daní spotřebních, jedinou daní z důchodu a pozemku spravedlivě rozdělenou pro všechny stavy. Tuto daň nazval "královským desátkem" a měla tvořit desátý díl ze všech přírodnin (veškerých druhů), z peněžních důchodů, průmyslových výrobků a obchodních podniků. Jeho kniha dále hlásala, že všichni mají stejný nárok na stejnou přízeň a podporu a právě nižší, utiskovaná třída, je základem společenské organizace ve státě. Vládě ukládal za cíl blahobyt všech stavů. Úřady se však tento literární počin snažily potlačit a markýz de Vauban upadl do nemilosti jak krále, tak patriciátu i kléru.

## Renomé
Do dnešních dní patří Vaubanovo jméno ve Francii k nejpoužívanějším názvům ulic, náměstí, přírodních lokalit, hotelů, restaurací, kin atd,  např. náměstí v Paříži Place Vauban.
Dodnes je možno zhlédnout Vaubanův kenotaf v pařížské invalidovně nebo jeho zámek Bazoches-du-Morvan. Vaubanově dílu a památce věnuje svou pozornost i řada muzeí. To nejdůležitější stojí v jeho rodné obci Saint-Léger-Vauban (La maison Vauban), to nejslavnější pak v pevnosti Neuf-Brisach.

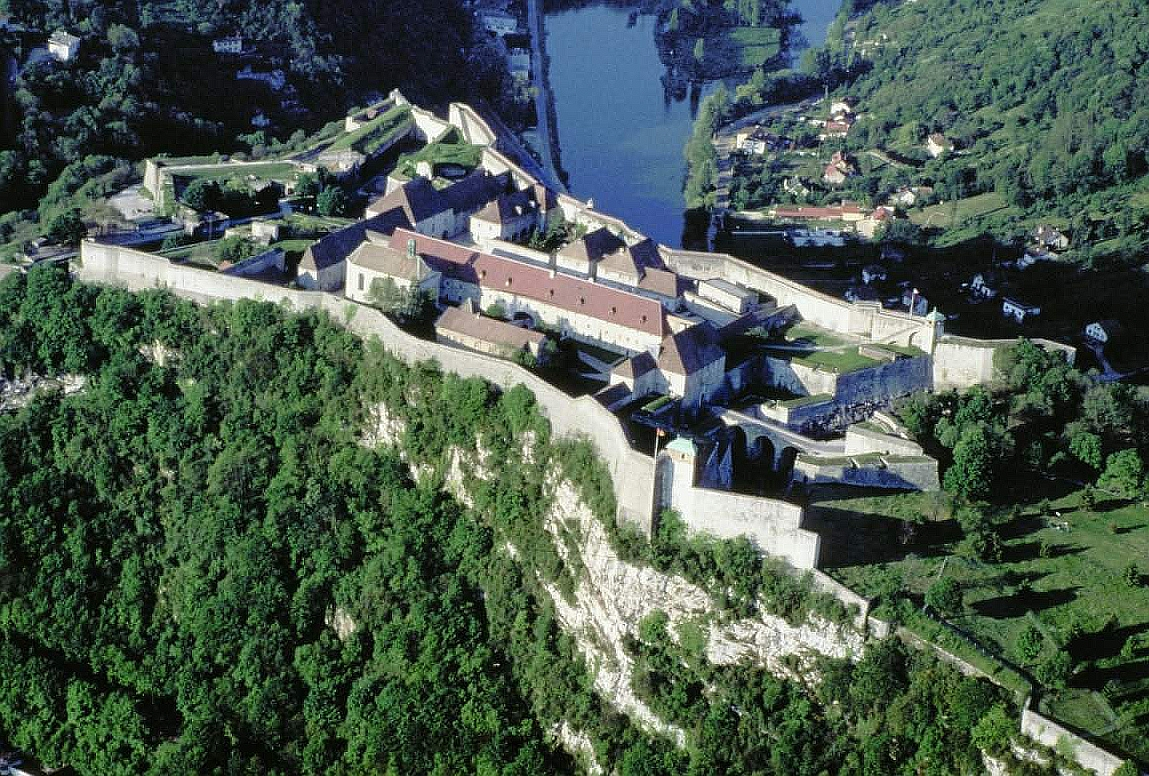
Citadela v Besançonu
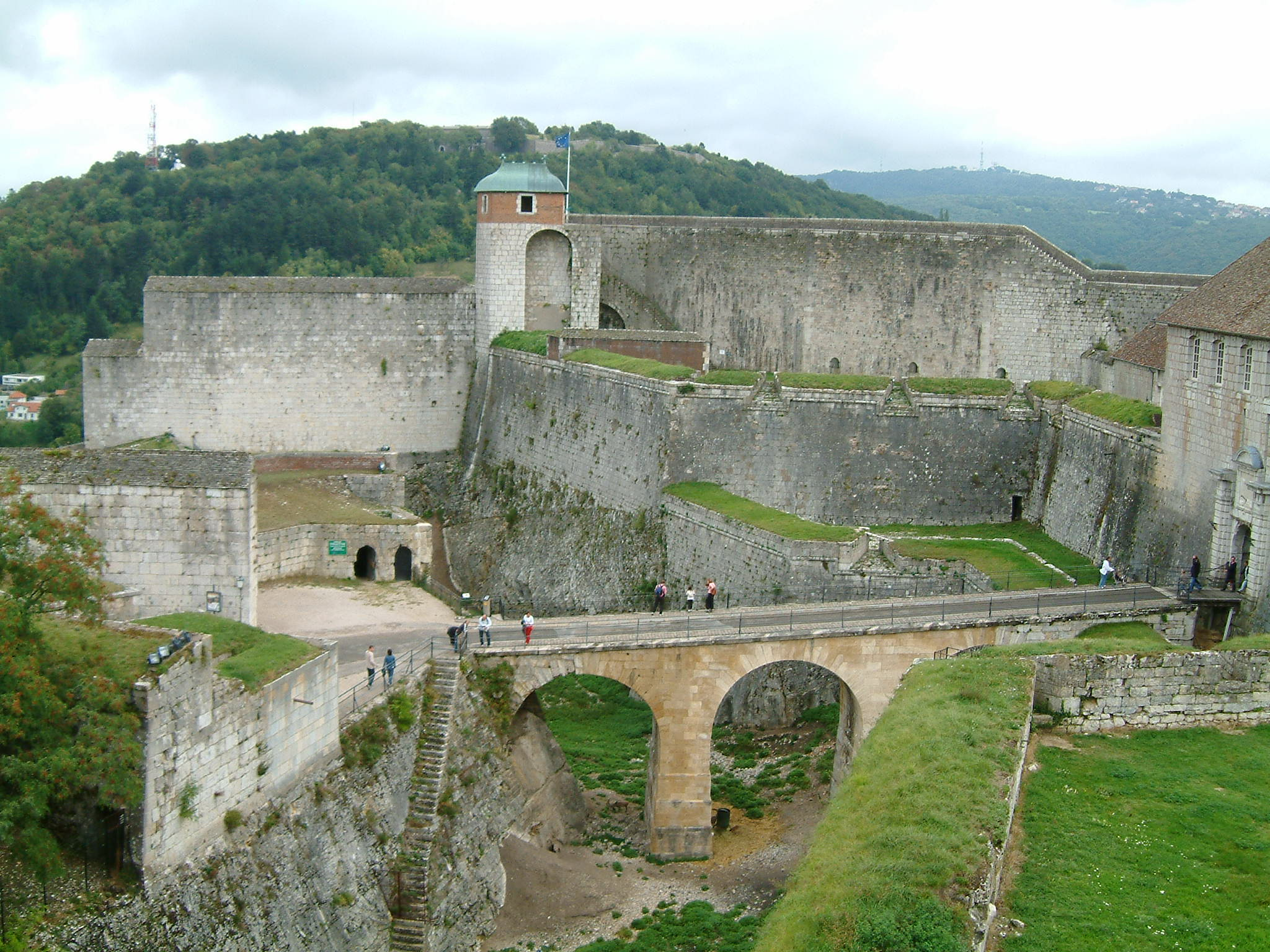
Bližší pohled na citadelu v Besançonu
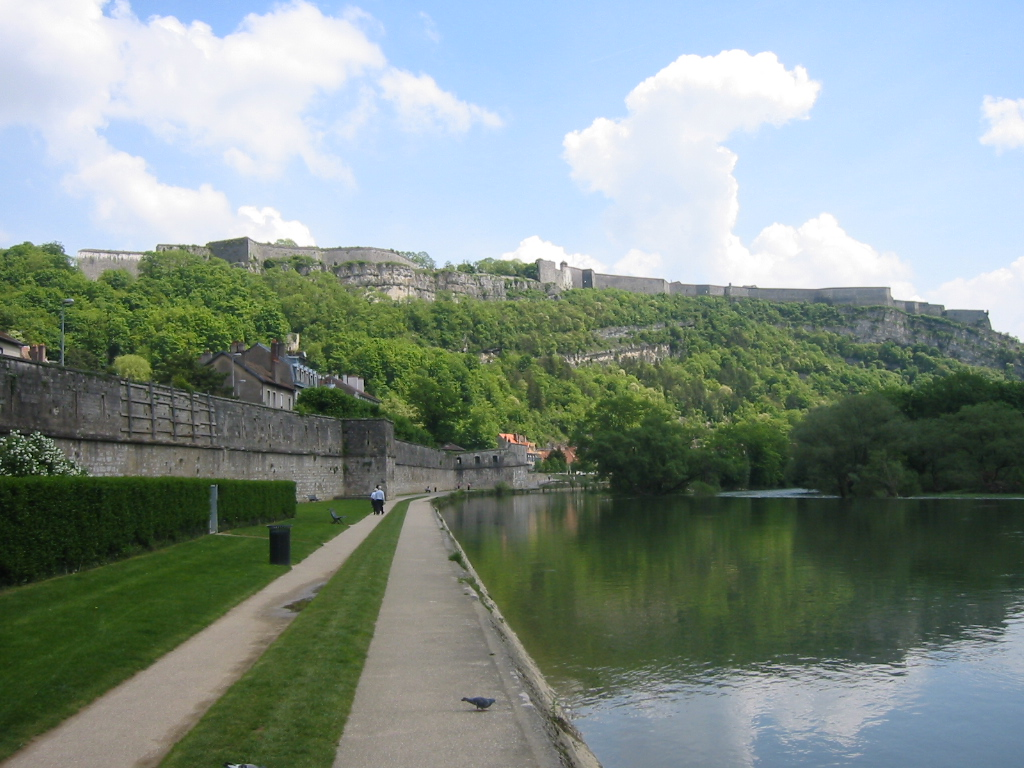
Další pohled na citadelu v Besançonu.
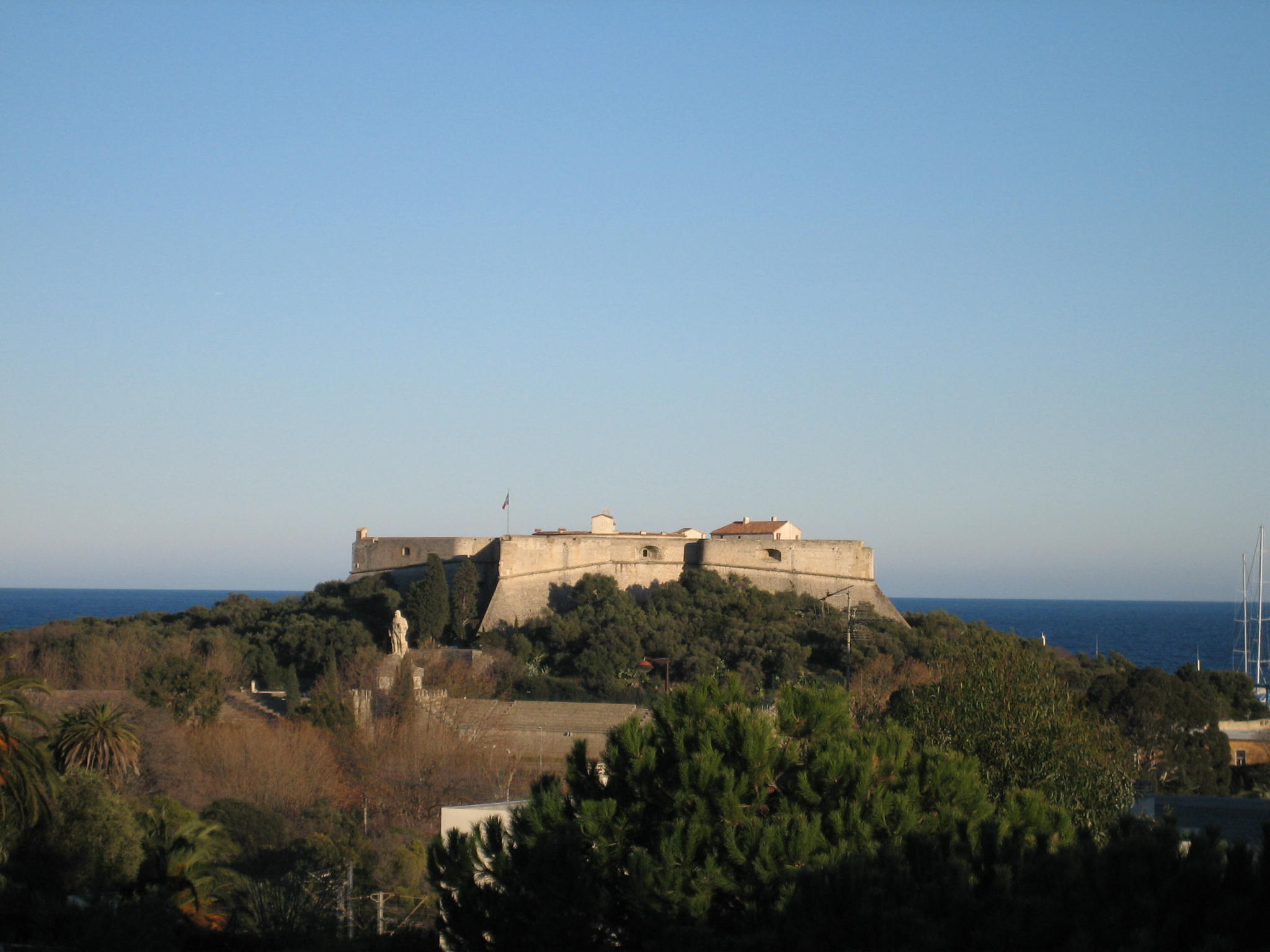
Pevnůstka, která byla součástí fortifikačního systému v Antibes
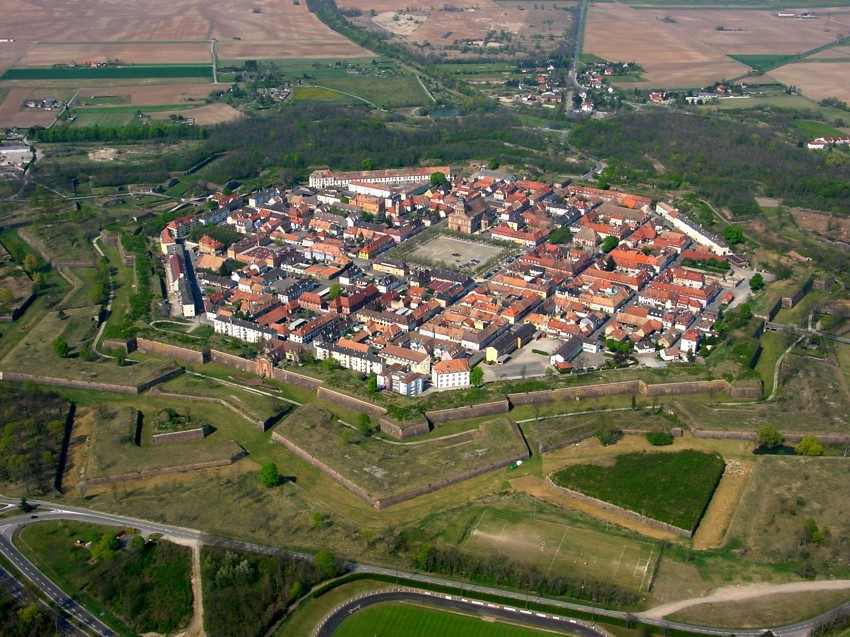
Letecká fotografie dnešního Neuf–Brisachu
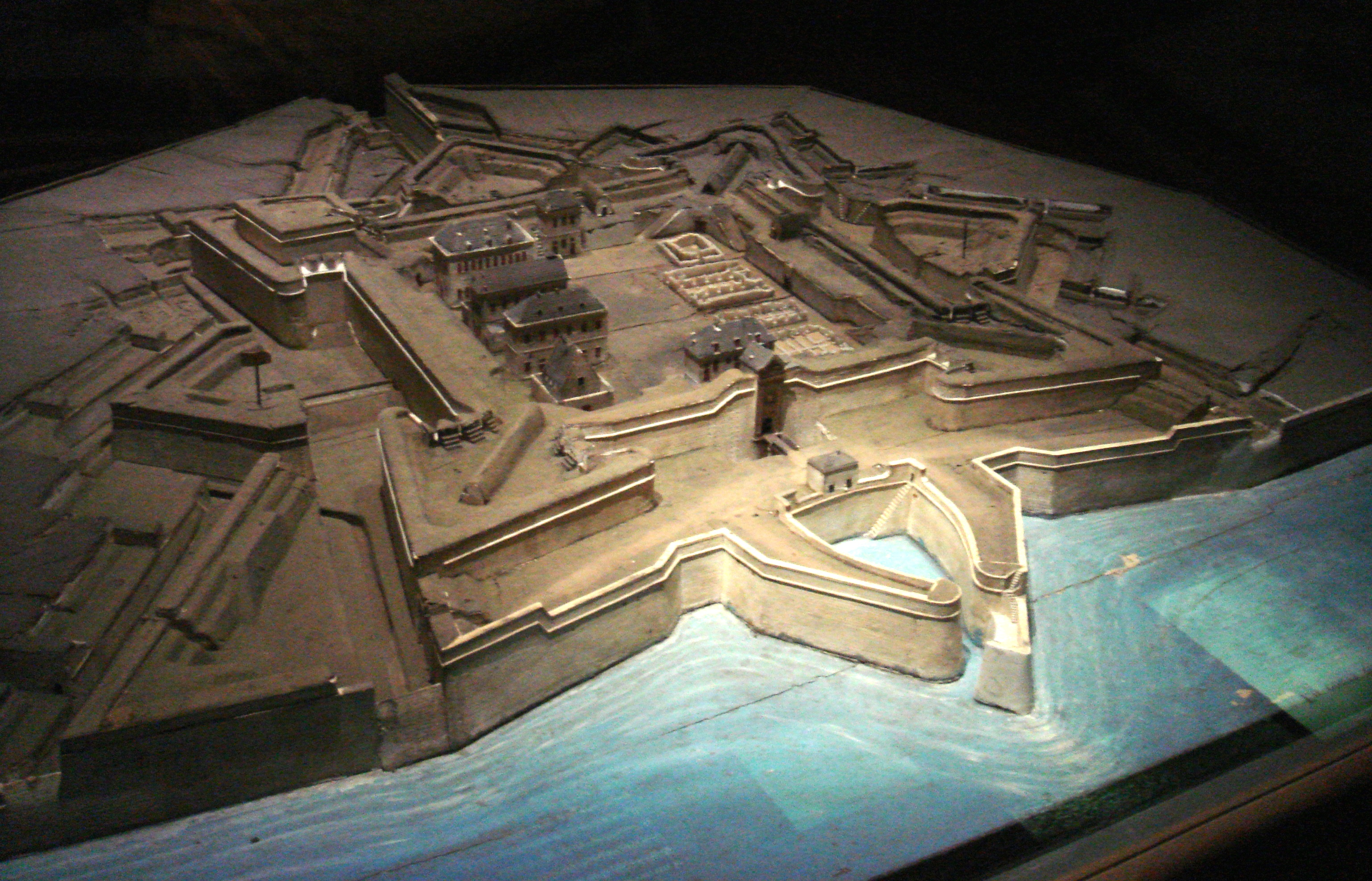
Maketa citadely v Saint Martinu
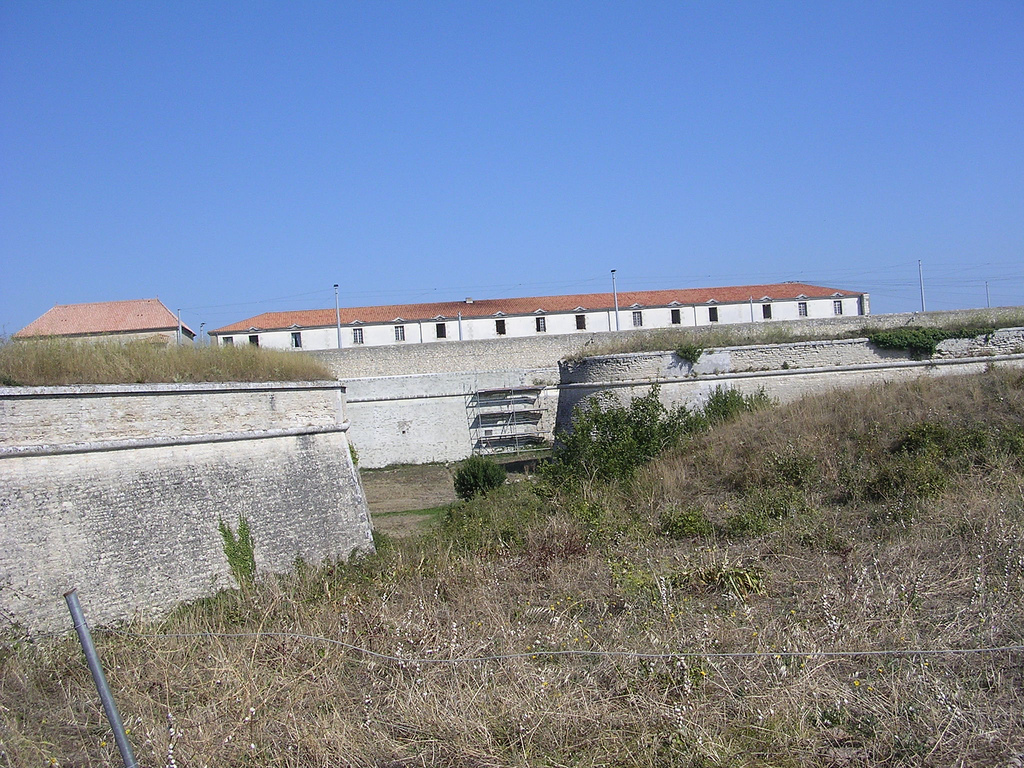
Vaubanem projektovaná věznice v Saint Martinu
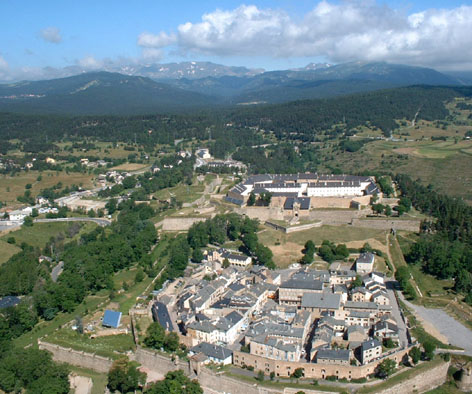
Pevnost Mont-Louis
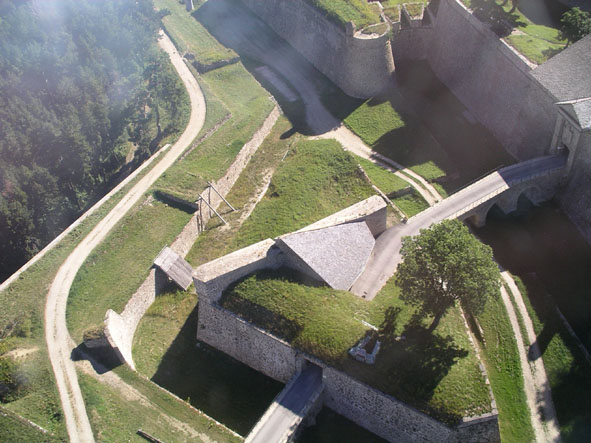
Bližší letecký snímek opevnění v Mont-Louis